# Baptism
Baptiștii sunt creștini care cuprind un grup de culte și biserici ce urmează o doctrină în care botezul este realizat numai persoanelor care au avut o mărturisire de credință și care trebuie realizat prin imersiune. Confesiunea baptistă pune accentul pe botezul adulților, care trebuie să aibă loc prin scufundare completă după mărturisirea credinței în Isus  ca Mântuitor și Domn. Alte credințe ale baptiștilor sunt libertatea sufletului, mântuirea numai prin credință, respingerea sacerdoțiului în favoarea egalității tuturor membrilor bisericii, Biblia ca singura autoritate și autonomia bisericii locale. Mulți cred în protestantismul baptiștilor, dar exista dovezi istorice care contrazic acest lucru.
Baptist World Alliance dă un număr de mai mult de 44 de milioane de membri în aproximativ 150.000 de congregații. În 2002, erau mai mult de 100 milioane de baptiști pe întreg globul și mai mult de 33 de milioane în America de Nord. După numărul membrilor din întreaga lume, baptiștii sunt cea mai largă denominație creștină în comparație cu celelalte culte protestante. Baptiștii cred în libertatea religioasă, în Biblie ca singura autoritate și carte de doctrine, mântuirea numai prin credință și în autonomia bisericii.

## Credințe
Bisericile baptiste nu sunt supuse vreunei autorități de guvernământ central, ceea ce are ca efect o diversitate a crezului de la o biserică la alta. Aceste biserici sunt însă recunoscute de Ministerul Cultelor și există la nivelul țării o Uniune a Creștinilor Baptiști. Credințele distinctive baptiste sunt comune tuturor bisericilor baptiste, unele din ele fiind însă împărtășite și de alte confesiuni neoprotestante. Printre documentele doctrinare baptiste semnificative se numără Mărturisirea de credință baptistă de la Londra (1689) și Mărturisirea de credință a Cultului Baptist din România.
Printre credințele distinctive baptiste se numără: autoritatea Bibliei, autonomia bisericilor locale, preoția tuturor credincioșilor, recunoașterea a două simboluri ale credinței (Botezul și Cina Domnului), libertatea individuală a sufletului, separarea Bisericii de Stat și recunoașterea a trei funcții în biserică (cea de pastor și prezbiter și cea de diacon).

### Autoritatea Bibliei
Autoritatea Scripturii sau "Sola Scriptura" afirmă că Biblia este singura sursă cu autoritate a Cuvântului lui Dumnezeu, spre deosebire de importantul rol de care se bucură Sfânta Tradiție în învățătura Bisericii Ortodoxe. Orice opinie care nu poate fi susținută direct de o referință biblică este în general considerată a fi bazată pe datini omenești și nu pe călăuzirea lui Dumnezeu. Fiecare persoană este responsabilă înaintea lui Dumnezeu pentru modul în care înțelege Biblia și este încurajată să ducă la capăt mântuirea cu frică și cutremur. Baptiștii consideră în general că crezurile creștine istorice se situează la un nivel de autoritate mai scăzut decât al Bibliei, deși s-ar putea să fie, în esență, de acord cu ele. Totuși, o organizație sau o biserică locală poate avea un "Crez" general, cum ar fi Mărturisirea de credință a Cultului Baptist din România.
Ineranța Bibliei este o poziție obișnuită printre fundamentaliști, alături de interpretarea contextual-literală a Bibliei și de alte elemente ale teologiei fundamentaliste. Grație diversității permise de congregaționalism, însă, multe biserici baptiste nu sunt nici fundamentaliste, nici literaliste, deși majoritatea cred în autoritatea Bibliei. Cei mai mulți baptiști moderați sau nefundamentaliști preferă să folosească termenii "inspirată" sau "insuflată de Dumnezeu", în locul celui de "inerantă", pentru a descrie Scriptura; acești termeni alternativi își au originea în cuvântul folosit de Pavel în 2 Timotei 3:16.
Cu privire la ineranța Scripturii, unii baptiști consideră că autografele originale (presupuse pierdute) sunt inerante și că formularea originală a fost păstrată de Dumnezeu în copiile făcute în secolele au urmat. Mulți baptiști consideră că traducerile făcute de pe aceste manuscrise în alte limbi sunt necesare, dar nu necesar inerante. Unii baptiști (americani, în general) cred că traducerea King James a Bibliei în engleză este o traducere inspirată și resping nevoia de a cunoaște și utiliza manuscrisele grecești și ebraice.
Deși ca denumire este atestată doar în secolul al XVI-lea, ca baza doctrinară această mișcare se dorește a fi aproape de învățătura apostolilor. Central în mișcarea baptistă este studiul biblic. Totul (rugăciune, cântare, predicare) se răsfrânge din înțelegerea Scripturii.

### Autonomia bisericilor locale (Congregaționalismul)
Sistemul congregaționalist de guvernare bisericească conferă autonomie bisericilor locale individuale în domeniile legislației și organizării interne și doctrinei. Bisericile baptiste nu sunt sub controlul administrativ direct al vreunui organ cum ar fi un consiliu național sau al vreunui lider - episcop sau papă. Forma de organizare, conducerea și doctrina sunt de obicei hotărâte democratic de membrii laici ai fiecărei biserici, ceea ce explică diversitatea credințelor de la o biserică baptistă la alta.
Excepții ar fi baptiștii reformați, organizați într-un sistem prezbiterian, baptiștii episcopali congolezi, cu un sistem episcopal, și unele megabiserici baptiste care înclină către un stil marcat de o conducere clericală mai puternică, în unele cazuri abandonând cu totul sistemul congregaționalist (deși, fiind congregații independente într-o anume asociație sunt libere să adopte orice stil doresc).
La fel ca și la alți congregaționaliști, au apărut numeroase asociații cooperative sau convenții baptiste. Aceste asociații au fost formate în scop de misiune sau al unei alte lucrări caritabile, însă nu au autoritate în problemele interne ale bisericilor locale. Bisericile locale decid la ce nivel vor să se implice în aceste asociații. Cea mai mare asociație din Statele Unite este Convenția Baptistă de Sud. A doua ca mărime este Convenția Baptistă Națională, SUA, Inc., a doua denominație din America și ca procentaj al afro-americanilor. Există sute de convenții baptiste, dar multe biserici baptiste independente nu sunt parte a nici uneia, pe motiv că asemenea asociații ar fi nescripturale. În plus, există uneori grave dispute în cadrul convențiilor, deseori divizate între fundamentaliști și moderați.
Doctrina preoției tuturor credincioșilor afirmă că fiecare creștin are acces direct la Dumnezeu și la adevărurile  conținute în Biblie, fără ajutorul unei aristocrații sau ierarhii de preoți. Doctrina se bazează pe pasajul din 1 Petru 2:9 și a fost popularizată de Martin Luther în timpul Reformei protestante, iar înainte de aceasta de lollarzii lui John Wycliff.
Baptiștii sunt încurajați să discute probleme textuale și de alte feluri cu pastorul lor și cu alți creștini acolo unde este necesar. La modul absolut, creștinul individual este responsabil pentru înțelegerea Bibliei și aplicarea ei practică. Învățătura baptiștilor despre preoția tuturor credincioșilor e una din coloanele ce susține credința lor în libertate religioasă.

### Două simboluri (BotezulșiCina Domnului)
În general, cele mai multe biserici baptiste recunosc doar două simboluri care trebuie să fie practicate în mod obișnuit: botezul și cina Domnului. Unii baptiști primitivi și baptiști arminieni practică și spălarea picioarelor ca un al treilea simbol.

### Botezul nou-testamentar
Botezul, deseori numit nou-testamental între baptiști, este un simbol care, conform doctrinei baptiste, nu joacă nici un rol în mântuire, fiind realizat în mod corect doar după ce o persoană a fost justificată și l-a mărturisit pe Isus Cristos ca Domn și Mântuitor. Este o exprimare exterioară a curățirii interioare sau a iertării de păcate care a avut deja loc. E de asemenea o identificare publică a acelei persoane cu creștinismul și cu acea biserică locală.  Bisericile baptiste consideră botezul prin scufundare, după justificare, ca un criteriu pentru a fi membru.
Prin influență anabaptistă, baptiștii resping practica pedobaptismului, a botezului copiilor, deoarece cred că părinții nu pot lua decizia pentru mântuire în locul copilului. Înrudit cu această doctrină este disputatul concept al "vârstei responsabilității", când Dumnezeu determină că o persoană capabilă mental este responsabilă pentru păcatele sale și eligibilă pentru botez. Nu e vorba în mod necesar de o vârstă specifică, ci de capacitatea mentală a unei persoane de a deosebi binele de rău. Astfel, o persoană cu retardare mentală gravă s-ar putea să nu ajungă niciodată la această vârstă și astfel nu va fi socotită responsabilă pentru păcat. Cartea lui Isaia menționează o vârstă la care copilul "va ști să lepede răul și să aleagă binele" [Isaia 7:15], dar nu specifică anume acea vârstă.
Baptiștii insistă asupra botezului prin scufundare, modalitatea de botez ce a fost folosită de Ioan Botezătorul. Aceasta constă în coborârea candidatului pe spate în apă în timp ce botezătorul (un pastor) invocă formula trinitară din Matei 28:19 sau alte cuvinte legate de o mărturisire de credință. Această modalitate este preferată mai ales pentru imaginea paralelă a morții, îngropării și învierii lui Isus.
Recunoașterea botezului prin alte modalități sau în cadrul altor grupări creștine variază. Bisericile baptiste recunosc doar botezul prin scufundare ca valid. Unele biserici baptiste vor recunoaște botezul la vârstă adultă, dar în alte biserici creștine, în timp ce altele recunosc doar botezul realizat într-o biserică baptistă. În rare ocazii, o biserică poate recunoaște numai botezul în cadrul său ca valid. În România, în general, bisericile baptiste recunosc botezul la vârstă adultă și în cadrul altor grupări neo-evanghelice.

### Euharistia (Cina Domnului)
Euharistia, numită și Cina Domnului (mulți baptiști evită folosirea cuvântului "euharistie" datorită folosirii sale mai ales în Biserica Ortodoxă) este un simbol modelat după Cina cea de Taină relatată în Evanghelii, în care Isus poruncește "să faceți lucrul acesta spre pomenirea mea" [Luca 22:19]. Participanții laolaltă mănâncă pâinea și beau vinul reprezentând trupul și sângele lui Isus. Baptiștii accentuează că elementele doar simbolizează trupul lui Cristos și resping, pe baza textului din Ioan 6, concepțiile transubstanțialistă și consubstanțialistă susținute de alte grupări creștine. Pasajul din 1 Corinteni 11:23-34 este de asemenea citat adeseori, conținând instrucțiuni pentru practica euharistiei.
Pâinea folosită poate fi dospită sau nedospită (cea din urmă variantă e preferată în cele mai multe cazuri în Statele Unite, considerându-se că ar fi mai aproape de prima Cină). Promovarea de către baptiști a abstinenței de la alcool a dus la practica pe scară largă a folosirii pentru euharistie a sucului de struguri fără alcool, deși unele biserici folosesc vin. Vinul este împărțit în mici pahare individuale, deși unele biserici folosesc o singură cupă pentru întreaga adunare. Ambele elemente sunt, de obicei, servite de către pastor diaconilor, iar de diaconi congregației. În cele mai multe cazuri, elementele sunt luate succesiv.
În România, în general, serviciile de Cina Domnului au loc lunar, după un serviciu divin obișnuit, iar participarea e permisă tuturor membrilor botezați ca adulți ai bisericilor neo-evanghelice, cu excepția celor disciplinați sau a celor care se abțin din motive de conștiință. Exista biserici baptiste care permit luarea Cinei Domnului doar membrilor bisericii respective.

### Libertatea individuală a sufletului
Conceptul libertății individuale a sufletului înseamnă că, în chestiuni de religie, fiecare persoană are libertatea de a alege ceea ce îi dictează conștiința ca drept și este responsabil numai în fața lui Dumnezeu pentru alegerea făcută. Astfel, o persoană poate decide să devină baptistă, membră a altei denominații creștine sau aderent al unei alte religii sau să respingă orice sistem de credință religioasă și nici biserica, nici guvernul, nici familia sau prietenii nu au dreptul să ia decizia în locul acelei persoane sau să o constrângă la o alegere anume. De asemenea, o persoană are dreptul să se răzgândească de-a lungul timpului.

### Separația Bisericii de Stat
Baptiștii care au fost închiși sau au murit pentru credința lor au jucat un rol important în lupta istorică pentru libertatea religioasă și separația Bisericii de Stat în Anglia, în Statele Unite și în alte țări. În 1612, John Smyth scria: "magistratul nu are, prin natura slujbei sale, să se amestece cu religia sau în chestiuni de conștiință". În același an, Thomas Helwys scria că Regele Angliei poate "porunci ce vrea de la noi, iar noi trebui să îl ascultăm", dar, în privința Bisericii, "cu această Împărăție, domnul nostru Regele nu are nimic de-a face". În 1614, Leonard Busher a scris ceea ce se crede a fi primul tratat baptist care se ocupă exclusiv de subiectul libertății religioase. Baptiștii au stat la baza formării primului guvernământ civil separat de Biserică în Rhode Island. Anabaptiștii și quakerii au și ei o istorie îndelungată în acest domeniu al separației Bisericii de Stat.
Obiecția inițială era legată de opoziția față de gestul monarhiei sau al guvernului de a decreta agenda religioasă a bisericilor sau a "Biserici Naționale" și nu implica o retragere a creștinilor de pe tărâmul politic sau din implicarea în procesul politic. Dezbaterile moderne despre separația Bisericii de Stat includ neînțelegeri asupra măsurii în care grupările creștine pot, sau trebui, să decidă agenda legală și morală a guvernului și, în sens invers, dacă guvernul îi împiedică pe creștini (în Statele Unite) de un acces egal în forumurile publice. La ora actuală în Statele Unite, implicarea baptiștilor în politică vizează chestiuni controversate, cum ar fi jocurile de noroc, alcoolul, avortul, căsătorie între persoane de același sex, predarea evoluției în școli și rugăciunea în școlile publice. În unele părți din sudul Statelor Unite, baptiștii formează majoritatea populației și au reușit să interzică vânzarea de băuturi alcoolice și unele forme de jocuri de noroc.
Baptiștii se bazează pe versetul din Matei 22:21 : „Ale cezarului”, I-au răspuns ei. Atunci El le-a zis: „Dați, dar, cezarului ce este al cezarului, și lui Dumnezeu ce este al lui Dumnezeu!”

### Trei slujiri (pastor, prezbiter și diacon)
În general, baptiștii recunosc trei slujiri conform Scripturii, acelea de pastor-învățător, prezbiter  și de diacon. Slujba de prezbiter, comună în unele biserici evanghelice, este de obicei considerată de baptiști ca fiind identică cu aceea de pastor, și nu o slujire separată; totuși, unele biserici, îndeosebi în țări ca Australia, recunosc poziția de prezbiter și altele chiar renunță la cea de diacon. Slujba de supraveghetor sau episcop este întotdeauna considerată ca aceeași cu cea de pastor (sau prezbiter). În unele organizații (cum ar fi Convenția Baptistă de Sud) permite ordinarea de episcopi peste grupuri regionale de mici biserici.
Viziunea predominantă printre baptiști e că aceste slujiri pot reveni doar bărbaților, așa cum urmează din modelul lui Cristos și al apostolilor, precum și din interpretarea textului din 1 Timotei 2:12-14. Totuși, problema pastorilor-femei și a diaconițelor a stârnit controverse în unele biserici și denominații.

#### Pastorul
Într-o biserică baptistă misiunea primară a pastorului este să predice și să se ocupe de  organizarea și bunul mers al bisericii.
În biserici mai mici, pastorul poate face vizite în familii sau membrilor bolnavi în spital, dar și celor care urmează să devină membri (în special celor care încă nu au mărturisit credința). Pastorul va oficia și binecuvântări de căsătorie și înmormântări pentru membri. De asemenea, pastorul poate fi nevoit să-și găsească și un alt loc de muncă pentru a-și suplimenta venitul.
Bisericile mai mari au mai mulți pastori "asociați", de obicei fiecare cu o zonă precisă de responsabilitate, cu un pastor "senior". Unele exemple de astfel de pastori: cu muzica (cel mai obișnuit), cu tineretul (în biserici nu așa mari, poate fi același cu pastorul cu muzica), copiii, administrația (în bisericile mari) sau chiar cu evanghelizarea sau adolescenții și tinerii de vârsta facultății, luând o parte din responsabilitățile pastorului de copii.
În cele mai multe cazuri, pastorul e căsătorit și are copii. Pastorii asociați pot fi sau nu căsătoriți, dar dacă nu sunt căsătoriți, cu greu ar putea fi considerați pentru funcția de pastor senior. Unii baptiști, în special baptiștii reformați, cred că ar trebui să existe o pluralitate de prezbiteri. În acest caz, numai prezbiterii plătiți, cu normă întreagă, sunt numiți "pastori", iar pastorii voluntari, cu jumătate de normă, sunt mai adesea numiți "prezbiteri", deși se consideră că au aceeași slujbă. În Uniunea Baptistă din Jamaica, un pastor baptist trebuie să fie cel puțin licențiat în Teologie, fiind astfel adresat ca "reverend". În România, atât pastorii, prezbiterii cât și diaconii trebuie să fie căsătoriți.

#### Diaconul
Rolul principal al diaconului este de a asista pastorul cu nevoile bisericii. Diaconii slujesc de asemenea în timpul euharistiei. Totuși, în multe biserici baptiste moderne, diaconii au devenit administratori sau organul de guvernământ al bisericii. În multe biserici, pastorul are rolul de conducător spiritual, iar un diacon de moderator al întrunirilor de comitet. Diaconii sunt de obicei aleși dintre membrii care au demonstrat o evlavie excepțională (vezi 1 Timotei 3:8-12) și nu sunt plătiți.
O practică obișnuită este ca fiecare familie să fie arondată unui diacon anume, care să fie punctul de contact atunci când apare o problemă. Unele megabiserici folosesc grupări-celule, liderul celulei având slujba unui diacon.

### Justificarea prin credință
Justificarea numai prin credință (sola fide) afirmă că numai prin har, prin credință creștinul primește mântuirea și nu prin fapte ale sale (vezi Efeseni 2:8). Baptiștii pun un accent puternic pe conceptul de mântuire. Teologia baptistă învață că păcatul duce la condamnarea la moarte eternă în iad. Moartea lui Cristos pe cruce a plătit pedeapsa păcatului, iar învierea sa este dovada că viața veșnică e la dispoziția oricui dorește să o aibă. Singurele cerințe sunt ca fiecare să se pocăiască de bună voie de păcate, să accepte plata păcatului său de către moartea lui Cristos și să declare că Isus este Domnul (vezi Ioan 3:14-18 și Fapte 10:34-43). Cu toate acestea, soteriologia baptistă cuprinde aproape toate vederile de la calvinism la arminianism.

### Homosexualitatea
Unele biserici baptiste liberale (Alliance of Baptists, ) accepta homosexualitatea, insa cele mai multe (Southern Baptist Convention) o resping.

### Credințe care nu sunt comune tuturor baptiștilor
Din cauza stilului congregațional de guvernământ bisericesc, doctrina despre următoarele probleme variază mult într-o biserică și alta:
- doctrina separării
- calvinism/arminianism
- relația Lege-Evanghelie
- ordinarea femeilor
- homosexualitatea
- separația Bisericii de Stat
- măsura în care ne-membrii pot participa în serviciile de euharistie
- măsura în care ar trebui utilizate organizații misionare pentru a îi sprijini pe misionari
- escatologia
- metoda hermeneutică

Asupra unora din aceste puncte, baptiștii români manifestă o relativă unitate.
Baptiștii de peste tot cred în divinitatea lui Isus și a Duhului Sfânt, ceea ce îi face susținători ai Trinității: că există Un Dumnezeu în Trei Persoane, Trei Persoane într-un Singur Dumnezeu. Cei mai mulți baptiști cred în revenirea literală a lui Cristos, când Dumnezeu va judeca și va împărți omenirea între mântuiți și pierduți (Marele Tron Alb din Apocalipsa 20:11) și Cristos va judeca pe credincioși (scaunul de judecată a lui Cristos din 2 Corinteni 5:10), răsplătindu-i pentru lucrurile făcute în viață. Amilenismul, dispensaționalismul și premilenismul istoric sunt principalele vederi escatologice ale baptiștilor, alte vederi ca postmilenismul și preterismul bucurându-se doar de un sprijin limitat.

## Comparație cu alte denominații
Baptiștii împărtășesc cu alte grupări accentul pe evanghelizare și misiune. Chiar dacă înfățișarea fiecărei denominații se mai schimbă de la oraș la oraș, acest aspect al bisericilor baptiste este mult mai proeminent decât în cele mai multe biserici anglicane, metodiste, luterane sau prezbiteriene.
Pacifismul anabaptiștilor și quakerilor nu este un ideal împărtășit de cei mai mulți baptiști. Organizația Baptist Peace Fellowship of North America a fost înființată în 1984 pentru a promova pacea, justiția și non-violența, însă nu e reprezentativă pentru toți baptiștii care acceptă idealul pacifismului.
Uniunea Baptistă din Australia este foarte apropiată de Biserica lui Cristos Campbell-Stone. Cele două grupări împărtășesc o teologie similară, chiar împărțind un colegiu biblic.

## Stilul de închinare
Punctul focal al serviciilor divine baptiste este proclamarea Cuvântului lui Dumnezeu prin predică.
Aceasta se poate observa și din arhitectura tradițională a bisericilor baptiste. Amvonul, reprezentativ pentru proclamarea Cuvântului lui Dumnezeu, este cea mai mare piesă de mobilier și stă în centrul platformei. Uneori masa euharistică e plasată mai jos, într-o poziție subservientă. Această amplasare este în contrast cu cea obișnuită la Romano-Catolici, unde altarul e în centrul platformei, sacrificiul euharistic fiind componenta principală a mesei, în timp ce amvonul e așezat la o parte.
Predicile variază în lungime de la 20 la 60 de minute și în stil de la predici expozitive, care se concentrează pe un pasaj biblic pentru a-i interpreta mesajul, la predici la subiect, care abordează o problemă anume și investighează pasajele biblice relevante. Gradul de solemnitate al predicilor variază de asemenea.
Predica e de obicei precedată de sau cuprinsă între perioade închinare muzicală condusă de un dirijor, cor sau trupă. Stilurile muzicale variază între imnuri și muzică creștină contemporană, multe biserici alegând o cale de mijloc. Preferința pentru un stil muzical e adesea în corelație cu vârsta medie a membrilor, congregațiile mai în vârstă preferând imnuri tradiționale acompaniate de pian sau orgă și muzica corală. Congregațiile mai tinere preferă muzica contemporană cu instrumente moderne și fără cor. În Jamaica, stilul Gospel Reggae e acceptat datorită caracterului său etnic și a puterii de a atrage oamenii. Bisericile mai mari pot avea o orchestră completă laolaltă cu corul și servicii multiple în fiecare duminică, fiecare cu propriul stil de închinare. Unii baptiști fundamentaliști cântă numai imnuri compuse între 1700 și 1950 și se opun folosirii tobelor și/sau instrumentelor cu amplificare (chitară electrică/bas electric) în serviciile lor, deoarece le asociază cu muzica rock.

## Origini
Există opinii diferite, în cadrul bisericilor baptiste, despre originea baptiștilor.

### Perspectiva separatistă
Această perspectivă sugerează că baptiștii au fost inițial separatiști, parte a reacției puritane față de corupția prezentă în Biserica Angliei în secolul XVII. În 1609, John Smyth a convins un grup de separatiști din Olanda să înceapă o biserică a baptiștilor generaliști cu o teologie arminiană. În 1610, Henry Jacob a convins în Anglia un grup de puritani cu o teologie calvinistă să formeze o biserică congregațională, grupare ce va primii în cele din urmă, în 1638 sub John Spilsbury, denumirea de baptiști particulariști. Ambele grupări au avut membri pelerini, care au călătorit către America pentru a evita persecuția religioasă din Anglia și Europa și care au întemeiat biserici baptiste în tinerele colonii. Baptiștii particulariști și generaliști nu erau de acord în controversa arminianism versus calvinism, până la formarea în secolul XIX a Uniunii Baptiste a Marii Britanii, sub Andrew Fuller și William Carey, în scopuri misionare. Baptiștii americanii au urmat la scurt timp acest model.
Această perspectivă este cea mai obișnuită între baptiștii moderni, fiind reprezentată în lucrările lui H. Leon McBeth și ale altora.

### Perspectiva landmarkistă
Landmarkismul este credința că bisericile baptiste și tradiția lor au precedat Biserica Catolică, existând de pe timpul lui Ioan Botezătorul și al lui Cristos. Propunătorii ei cred că tradițiile baptiste au trecut de-a lungul unei succesiuni de congregații vizibile de creștini care erau baptiști în doctrină și practică, dar nu neapărat în nume. Această vedere se bazează teologic pe Matei 16:18 și pe o respingere a catolicismului ca parte a originilor baptiștilor.
Această ascendență le oferă bisericilor baptiste statul de a fi nepătate și separate de ceea ce e considerat a fi corupția catolicismului și a celorlalte denominații. De asemenea, implică faptul că baptiștii preced în ordine istorică Biserica Catolică, nefiind deci parte a Reformei sau Protestantismului. Alexander Campbell din Mișcarea de Restaurare a fost un promotor de seamă al acestei idei.
"Urmele sângelui" ('The Trail of Blood') scrisă de J. M. Carroll în 1931 este de obicei invocată pentru a apăra această opinie. O seamă de grupări considerate a fi parte a ascendenței baptiștilor ar fi fost persecutate de catolici de-a lungul istoriei, între care montaniștii, novațianiștii, donatiștii, paulicienii, albigenzii, catarii, valdenzii și anabaptiștii. În timp ce unele dintre aceste grupări au împărtășit unele poziții teologice cu baptiștii de astăzi, multe au susținut ceea ce baptiștii de acum ar considera erezii. E dificil și să demonstrezi conexiuni istorice între aceste grupări, adeseori despărțite de mari prăpastii geografice și temporale.
E important de observat că landmarkismul a fost vederea dominantă în secolul XIX, dar a căzut în dizgrație printre cei mai mulți baptiști. Lucrările lui John T. Christian oferă cea mai bună prezentare a mesajului landmarkist, iar cele ale lui William Heth Whitsett încă sunt unele din cele mai bune respingeri.
Asociația Baptistă Americană și Asociația Baptistă Misionară din America au origini ce izvorăsc din dezbateri asupra importanței ce trebuie asociate opiniilor landmarkiste. Multe din bisericile lor încă cred că, din vremea lui Cristos, a fost întotdeauna cel puțin o biserică (și de obicei mai multe) care au păstrat doctrinele corecte ale Scripturii. Deși multe din aceste biserici cred că o asemenea succesiune există, chiar nedocumentată altundeva decât în ceruri, puține (dacă vreuna) din aceste biserici susțin vederile landmarkiste extremiste pe care le susțineau la începutul secolului XX.

### Perspectiva anabaptistă
Anabaptiștii (menoniții, amish, huteriții) au fost o grupare din secolul XVI care respingea botezul copiilor și își "reboteza" membrii ca adulți. Împărtășeau multe din învățăturile primilor baptiști, printre care botezul nou-testamental și libertatea religioasă și au influențat, probabil, dezvoltarea multor caracteristici ale baptiștilor. Chiar dacă numele sugerează o conexiune, unii anabaptiști difereau de baptiști în multe alte probleme, cum ar fi pacifismul și posesiunea în comun a bunurilor materiale.
E dificil de spus câtă influență au avut anabaptiștii în formarea bisericilor baptiste. Una dintre cele mai puternice relații între cele două grupări a avut loc atunci când baptiștii generaliști ai lui John Smyth au încercat, fără succes, să se unească cu menoniții.
Lucrările lui William Roscoe Estep oferă cea mai bună prezentare a acestui punct de vedere.

## Numele de "baptist"
'Baptist' vine din grecescul βαπτιστης (baptistés, "botezător", utilizat pentru a-l descrie pe Ioan Botezătorul), derivat din verbul βαπτιζω (baptizo, "a boteza, a spăla, a scufunda") , și din latinul 'baptista' și e în legătură directă cu "botezătorul" Ioan.
Ca prenume, e folosit în Europa din secolul XII și în variantele Baptiste, Jan-Baptiste, Jean-Baptiste, John-Baptist. În Olanda până în secolul XVII, dar din secolul XVIII mai mult în combinații ca Jan Baptist sau Johannes Baptist. Ca nume de familie, e folosit din secolul XIII. Folosit de asemenea ca Baptiste, Baptista, Batiste, Battiste, Battista.

## Baptismul în România

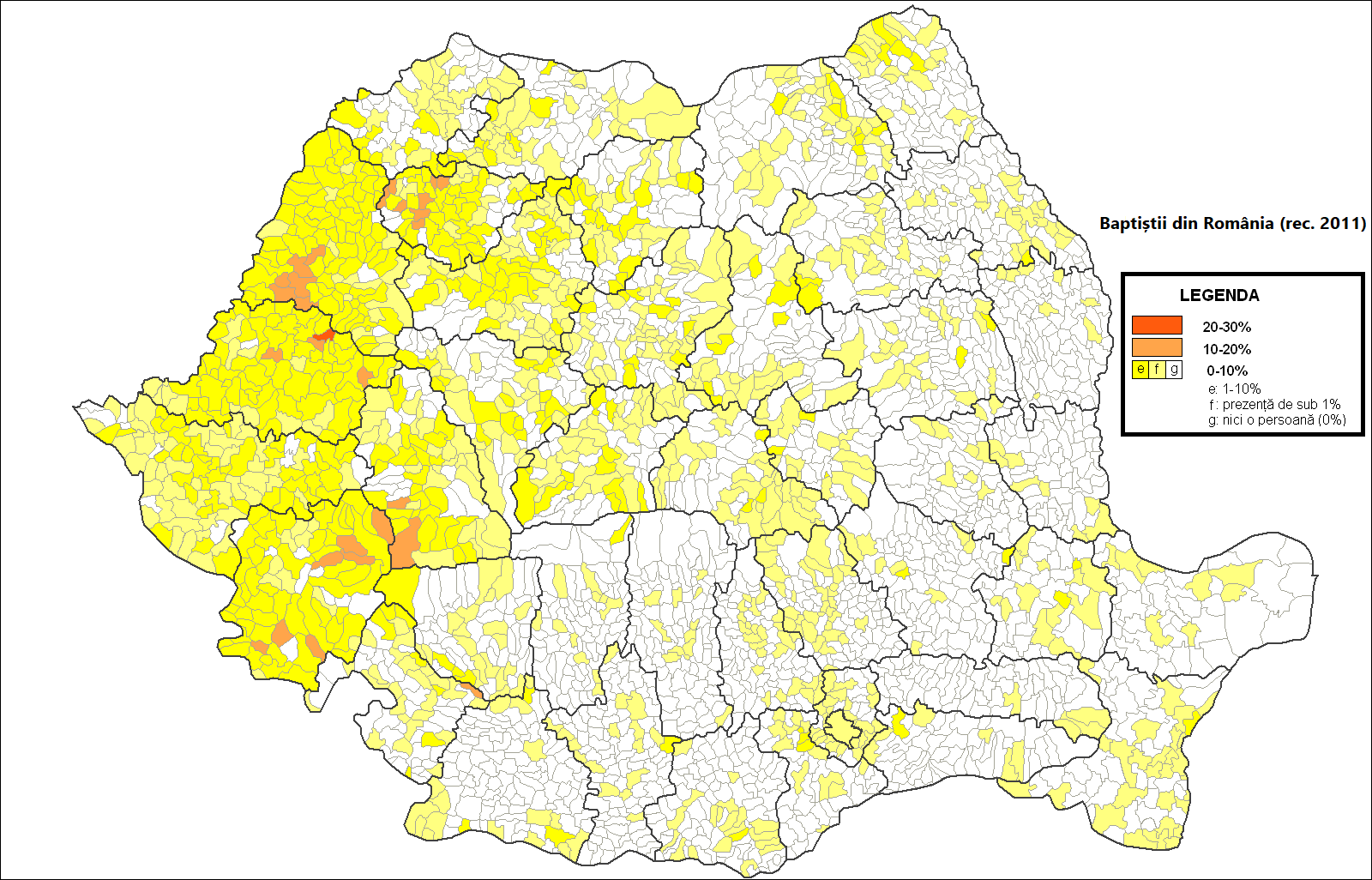
Baptiștii din România (2011)

Baptiștii au apărut în România încă din secolul al XIX-lea.
Din 1919 bisericile baptiste au format Uniunea Comunităților Creștine Baptiste din România, libertatea cultului fiind recunoscută prin lege.
În 1930 comunitatea baptistă din România ajunsese la peste 60.000 de membri, iar în 1942 la peste 90.000.
În perioada comunistă numărul baptiștilor a fost ținut sub control, însă a continuat să crească după 1989, ajungând, conform ultimului recensământ la 103.213 de adepți.
Baptiștii de limbă maghiară, cu tradiție din secolul al XIX-lea, formează Convenția Bisericilor Baptiste Maghiare din România⁠(en)[traduceți].

## Controverse de etichetare
Unii baptiști obiectează la aplicarea etichetelor protestant, denominațiune, evanghelic sau chiar baptist cu privire la ei înșiși sau la bisericile lor, în timp ce alții acceptă aceste etichete.
Unii resping eticheta baptist, preferând să fie numiți "creștini care frecventează biserici baptiste". În plus, o modă recentă (mai ales între megabiserici și cei care îmbrățișează "mișcarea căutătorilor") este de a elimina adjectivul "baptistă" din numele bisericii, fiind perceput ca o barieră în comunicarea cu persoanele care au vederi negative despre baptiști, fie că provin din alte biserici, fie că nu. Pe de altă parte, alții acceptă eticheta _baptist_ pentru că se identifică cu specificul baptiștilor și cred că cei care îndepărtează adjectivul fac compromisuri cu lumea pentru a atrage mai mulți membri.
Eticheta protestant e respinsă de unii baptiști (în primul rând de cei din mișcarea landmarkistă), pentru că, în viziunea lor, baptiștii nu au o legătură directă cu Luther, Calvin sau Biserica Romano-Catolică, ci au existat separat din zilele Bisericii Primare (fără a fi fost parte a Biserici Catolice, nu aveau de ce "protesta"). Alți baptiști acceptă eticheta protestant ca un concept demografic ce descrie bisericile cu teologii similare, ce includ sola scriptura, sola fide,sola gratia, preoția tuturor credincioșilor și alte poziții pe care Luther, Calvin și alți reformatori le-au susținut în opoziție cu Biserica Romano-Catolică în secolul XVI.
Eticheta denominație e respinsă de unii din cauza sistemului de guvernământ local autonom utilizat de bisericile baptiste. Fiind o denominație, ar fi văzută ca având o ierarhie care s-o înlocuiască pe cea a Bisericii Romano-Catolice. Un alt motiv pentru respingerea acestei etichete este influența perioadei de Restaurație asupra bisericilor baptiste prin accentuarea ruperii barierelor denominaționale. Alți baptiști acceptă eticheta, considerând că nu poartă o conotație negativă, ci mai degrabă este un sinonim pentru un grup creștin sau religios cu aceleași convingeri, organizat într-o manieră cooperativă pentru a-i răspândi credințele la nivel mondial.
Eticheta evanghelic e respinsă de unii baptiști fundamentaliști care consideră că termenul ar descrie o poziție teologică care, în opinia lor, nu e destul de fundamentalistă; e respinsă și de unii baptiști liberali care consideră că descrie o poziție teologică, în opinia lor, prea conservatoare. E acceptată de baptiștii moderați care se identifică cu trezirea spirituală din Statele Unite din secolul XVIII, cunoscută ca Prima Mare Trezire. La rândul lor, evanghelicii resping eticheta de fundamentalism, crezând că descrie o poziție teologică prea extremistă și legalistă.